# サッカーキプロス女子代表
サッカーキプロス女子代表（サッカーキプロスじょしだいひょう ギリシア語: Κυπριακή Ομοσπονδία Ποδοσφαίρου, 略称：CFA）は、キプロスサッカー協会によって編成されるキプロスの女子サッカーナショナルチーム。欧州サッカー連盟(UEFA)に所属している。
女子ワールドカップ、オリンピックともに出場はない。

## ワールドカップの成績
- 1991 - 不参加
- 1995 - 不参加
- 1999 - 不参加
- 2003 - 不参加
- 2007 - 不参加
- 2011 - 不参加

## オリンピックの成績
- 1996 - 不参加
- 2000 - 不参加
- 2004 - 不参加
- 2008 - 不参加
- 2012 - 不参加

## UEFA欧州女子選手権の成績
- 1984 - 不参加
- 1987 - 不参加
- 1989 - 不参加
- 1991 - 不参加
- 1993 - 不参加
- 1995 - 不参加
- 1997 - 不参加
- 2001 - 不参加
- 2005 - 不参加
- 2009 - 不参加
- 2013 - 不参加

## FIFAランキング
- 最新順位 - 133位(2024年8月)
- 初登場 - 104位(2003年7月)
- 最高順位 - 93位(2017年12月)
- 最低順位 - 133位(2024年8月)

出典: FIFA Women's Ranking